# Uttryck som innehåller ordet dies
Dies är latin för "dag".
- Dies absolutionis ("avlösningsdagen"), skärtorsdagen, avlösning från de kyrkliga straffen äger rum i katolska kyrkan.
- Dies academicus, dag då det inte föreläses vid ett universitet.
- Dies adoratus ("den tillbedda dagen"), långfredagen, under vilken tillbedjan brukade ägnas korset.
- Dies a quo ("dag från vilken"), den bestämda dag, från och med vilken en överenskommelse, ett kontrakt får gällande kraft, i motsats till dies ad quem ("dag till vilken"), dagen för dess utlöpande.
- Dies ater ("svart dag") eller dies religiosus eller dies nefastus ("olycksam dag"), hos antikens romare en dag då hären lidit något svårt nederlag, t. ex. årsdagen av slaget vid Allia (18 juli).
- Dies caniculares, "hunddagarna", rötmånaden.
- Dies cineris (av latinets cinis, för aska), askonsdagen.
- Dies competentium ("de sökandes dag"), skärtorsdagen, så kallad i den fornkristna kyrkan, därför att på den dagen de katekumener, som skulle undfå dopet under påsken, skulle framsäga trosbekännelsen.
- Dies consecrati ("helgade dagar"), juldagarna.
- Dies criticus, kritisk dag (med avseende på vändningen i ett sjukdomsfall).
- Dies depositionis ("nedläggningsdag"), en "confessors" dödsdag eller ett helgons begravningsdag.
- Dies dominica. (”Herrens dag”), söndag, så kallad eftersom det var på en söndag som Kristus uppsteg från de döda.
- Dies fastus ("lovlig dag"), dag, då rättegång fick hållas hos de gamla romarna. Jämför med Dies nefastus nedan.
- Dies fausti, lyckosamma dagar.
- Dies feriati eller festi, vilodagar, festdagar, på vilka forntidens romare offrade åt någon gud eller höll offentliga tävlingsspel, medan alla rätts- och statsangelägenheter låg nere.
- Dies fixa, den en gång för alla bestämda dag, på vilken en kyrklig fest är förlagd, då den beroende på sammanträffande med en högre fest inte kan hållas på sitt egentliga datum (dies propria).
- Dies florum ("blomstrens dag"), palmsöndagen.
- Dies incarnationis ("människoblivandets dag"), Marie bebådelsedag.
- Dies indulgentiæ ("överseendets dag"), skärtorsdagen.
- Dies intercalaris ("inskjutningsdag"), skottdag.
- Dies interpellat pro homine, "dagen manar i stället för människan", det vill säga att en gäldenär måste på kontraktsenligt utsatt dag för en betalning fullgöra denna även utan anmaning av fordringsägaren.
- Dies iræ, (vredens dag).
- Dies Jovis ("Jupiters dag"), torsdag.
- Dies lunæ, måndag.
- Dies Martis ("guden Mars dag"), tisdag.
- Dies Mercurii ("guden Merkurius dag"), onsdag.
- Dies natalis ("födelsedag"). 1. Födelsedag. En persons födelsedag firades i det gamla Rom med offer (Genius) samt lyckönskningar och skänker till dagens hjälte. 2. En martyrs, ett helgons dödsdag (eftersom döden betraktades som födelsen till ett evigt liv). 3. Årsdagen av någons upphöjelse i rang eller av en novis inträde i kloster och så vidare.
- Dies nefastus ("olovlig dag"). 1. Dag, då rättegång inte fick hållas i det gamla Rom (jämför ovan Dies fastus). 2. Se ovan Dies ater.
- Dies non (nämligen juridici; "icke-rättsdagar"), de dagar som de engelska domstolarna under sina sessionstider hålles stängda.
- Dies novissimus, yttersta dagen.
- Dies omnium sanctorum, Alla helgons dag.
- Dies palmarum, palmsöndag.
- Dies profestus, söckendag, vardag (jfr ovan Dies feriati).
- Dies ramorum ("grenarnas dag"), palmsöndagen.
- Dies reconciliationis ("försoningsdagen"), skärtorsdagen.
- Dies rogationum eller supplicationum, böndag.
- Dies salutaris ("den frälsande dagen"), långfredagen.
- Dies sancti ("heliga dagarna"), vanligen påskveckan.
- Dies Saturni ("guden Saturnus dag"), lördag.
- Dies solis ("solens dag"), söndag.
- Dies spiritus, Helige andes dag (15 maj), även pingstdagen.
- Dies stationum eller stationarii ("vaktdagar"), de i den fornkristna kyrkan bestämda fastedagarna.
- Dies strenarum ("nyårsgåvornas dag"), nyårsdagen.
- Dies suprema, yttersta dagen.
- Dies Veneris ("Venus dag"), fredag.
- Dies viridium ("reningsdag"), skärtorsdag.